# Eusparassus oraniensis
Eusparassus oraniensis är en spindelart som först beskrevs av Lucas 1846.  Eusparassus oraniensis ingår i släktet Eusparassus och familjen jättekrabbspindlar. Inga underarter finns listade i Catalogue of Life.